# Josef Vanc
Josef Vanc (4. února 1915 Žitětín – 7. května 1944 Rudice) byl československý voják a příslušník výsadku Carbon.

## Mládí
Narodil se 4. února 1915 v Žitětíně. Otec František pracoval u státní dráhy, matka Marie, rozená Komárková byla zemědělskou dělnicí. Měl tři bratry a sedm sester. Obecnou školu absolvoval v Žitětíně, měšťanskou v Jičíně. V Jičíně se vyučil strojním zámečníkem a v roce 1935 absolvoval nižší průmyslovou školu. 1. října 1935 nastoupil na základní vojenskou službu; nejprve v Hradci Králové a poté od 15. prosince 1935 u dělostřeleckého pluku v Bratislavě. Tam absolvoval poddůstojnickou školu. Od 1. října 1937 mu byla (v hodnosti četaře) povolena další činná služba jako délesloužícímu poddůstojníkovi,. 15. prosince 1938 byl převelen do dělostřeleckého učiliště v Olomouci a po okupaci Čech a Moravy byl z čs. armády propuštěn.

## V exilu
Dne 25. května 1939 opustil protektorát a přešel hranici do Polska. Prezentován byl v čs. táboře v Malých Bronovicích, kde v červenci 1939 podepsal závazek k Cizinecké legii. Odplul do Francie a odtamtud do Sidi bel Abbes do výcvikového střediska legie. Po zahájení války vstoupil 26. září 1939 ve Francii do čs. zahraniční armády. Zařazen byl nejprve k pomocné rotě, poté k 1. pěšímu pluku a dále v hodnosti rotného od 15. ledna 1940 k dělostřeleckému pluku. Bojů o Francii se neúčastnil.
7. července 1940 po pádu Francie byl evakuován do Anglie, kde byl postupně zařazen u štábní roty, motoeskadrony a smíšeného předzvědného oddílu. 7. března byl, po absolvování školy pro rotmistry povýšen na rotmistra dělostřelectva.
Po zařazení do výcviku pro zvláštní úkoly absolvoval od 25. října do 22. listopadu 1941 sabotážní kurz a parakurz. Po dovolené pokračoval od 3. srpna do 22. srpna 1942 v sabotážním kurzu. Poté byl zařazen do skupiny Carbon. Od 6. září 1942 až do 15. března 1943 prodělal s ostatními příslušníky desantu dokončovací výcvik a taktické cvičení s nočním seskokem. Pohotovost k nasazení do akce byla velením SOE zrušena a operace byly přeloženy až na podzim 1943. Proto ve dnech 27. dubna až 4. června pracoval jako kreslič. Poté od 5. června do 30. září 1943 prodělal konspirační cvičení, kurz střelby a sabotáže, dále potom kurz přijímání skupin, dvě dokončovací cvičení a spojovací cvičení. 24. října 1943 s desantem opustil Londýn a 12. ledna 1944 dorazili do Itálie do vyčkávací stanice.

## Nasazení
Vysazen byl 13. dubna 1944 ve 3 hodiny ráno v prostoru obcí Ratíškovice a Vacenovice. Sešel se pouze s Kobzíkem. Postupně se dostali do Rudic, kde byli 7. května nalezeni na seníku majitelkou nemovitosti. Její manžel jejich přítomnost ohlásil starostovi a ten podal oznámení na četnické stanici. Četníci seník obklíčili a po krátké přestřelce Kobzík s Vancem spáchali střelnými zbraněmi sebevraždu. Těla odvezlo gestapo k pitvě, nikdy se je ale již nepodařilo objevit.

## Po válce
1. prosince 1946 byl jmenován podporučíkem dělostřelectva in memoriam a zároveň povýšen na poručíka dělostřelectva. 18. července 1948 byl povýšen do hodnosti nadporučíka dělostřelectva.
Jeho jméno je uvedeno na památníku padlým v Žitětíně.

## Vyznamenání
- 1944 -  Pamětní medaile československé armády v zahraničí se štítky Francie a Velká Británie
- 1945 -  Československý válečný kříž 1939
- 2014 -  Kříž obrany státu ministra obrany České republiky[1]